# NGC 7727
NGC 7727 est une galaxie spirale intermédiaire particulière située dans la constellation du Verseau. NGC 7727 a été découverte par l'astronome germano-britannique William Herschel en 1785.

## Description
La vitesse de NGC 7727 par rapport au fond diffus cosmologique est de 1 447 ± 24 km/s, ce qui correspond à une distance de Hubble de 21,3 ± 1,5 Mpc (∼69,5 millions d'al).
La classe de luminosité de NGC 7727 est I et elle présente une large raie HI. De plus, elle figure dans l'atlas des galaxies particulières d'Halton Arp sous la cote Arp 222. 
Selon la base de données NASA/IPAC, NGC 7727 forme une paire de galaxies avec NGC 7723 et NGC 7724. 
À ce jour, cinq mesures non basées sur le décalage vers le rouge (redshift) donnent une distance de 22,460 ± 4,562 Mpc (∼73,3 millions d'al), ce qui est à l'intérieur des valeurs de la distance de Hubble.

## Fusion galactique
NGC 7727 est issue d'une fusion de galaxies, d'où sa morphologie particulière et chaotique. Leur collision aurait débuté il y a près d'un milliard d'années. On pense que les galaxies originelles étaient toutes deux des galaxies spirales.
Le bulbe de la galaxie actuelle est entouré de grandes boucles constituées d'étoiles et de gaz éjectés lors de la collision, ainsi qu'une longue queue de marée qui semble s'enrouler autour de la galaxie. Le processus de fusion est cependant encore loin d'être achevé, le bulbe de NGC 7727 se révélant en réalité être double, ce qui signifie que ces derniers n'ont pas encore fusionné. Ces deux noyaux galactiques correspondent au noyau de chacune des deux galaxies originelles, avant la collision. D'ici un avenir lointain, lorsque le processus de fusion sera achevé, NGC 7727 deviendra probablement une galaxie elliptique.

### Formation d'étoiles
Comme dans la plupart des systèmes de galaxies en interaction ou en fusion, NGC 7727 présente un taux de formation d'étoiles élevé. Selon une étude publiée en 1994, près de 23 jeunes amas globulaires en cours de formation ont notamment été identifiés dans NGC 7727.

## Double trou noir supermassif
En 2022, une étude annonça la découverte, à partir d'observations faites par le Très Grand Télescope (VLT), d'une paire de trous noirs supermassifs, la plus proche de la Terre, dans NGC 7727,. Chacun de ces trous noirs est situé dans l'un des deux bulbes n'ayant pas encore fusionné. Leurs masses respectives sont estimées à 154 millions et 6,3 millions de masses solaires.
Étant donné que le processus de fusion galactique est toujours en cours (selon notre référentiel) et que ce dernier amènera les deux bulbes à se rencontrer, il est fort probable que les deux trous noirs supermassifs fusionnent d'ici 250 millions d'années, donnant naissance à un nouveau trou noir encore plus massif. Actuellement, environ 1 600 années-lumière les s'éparent.

## Galerie

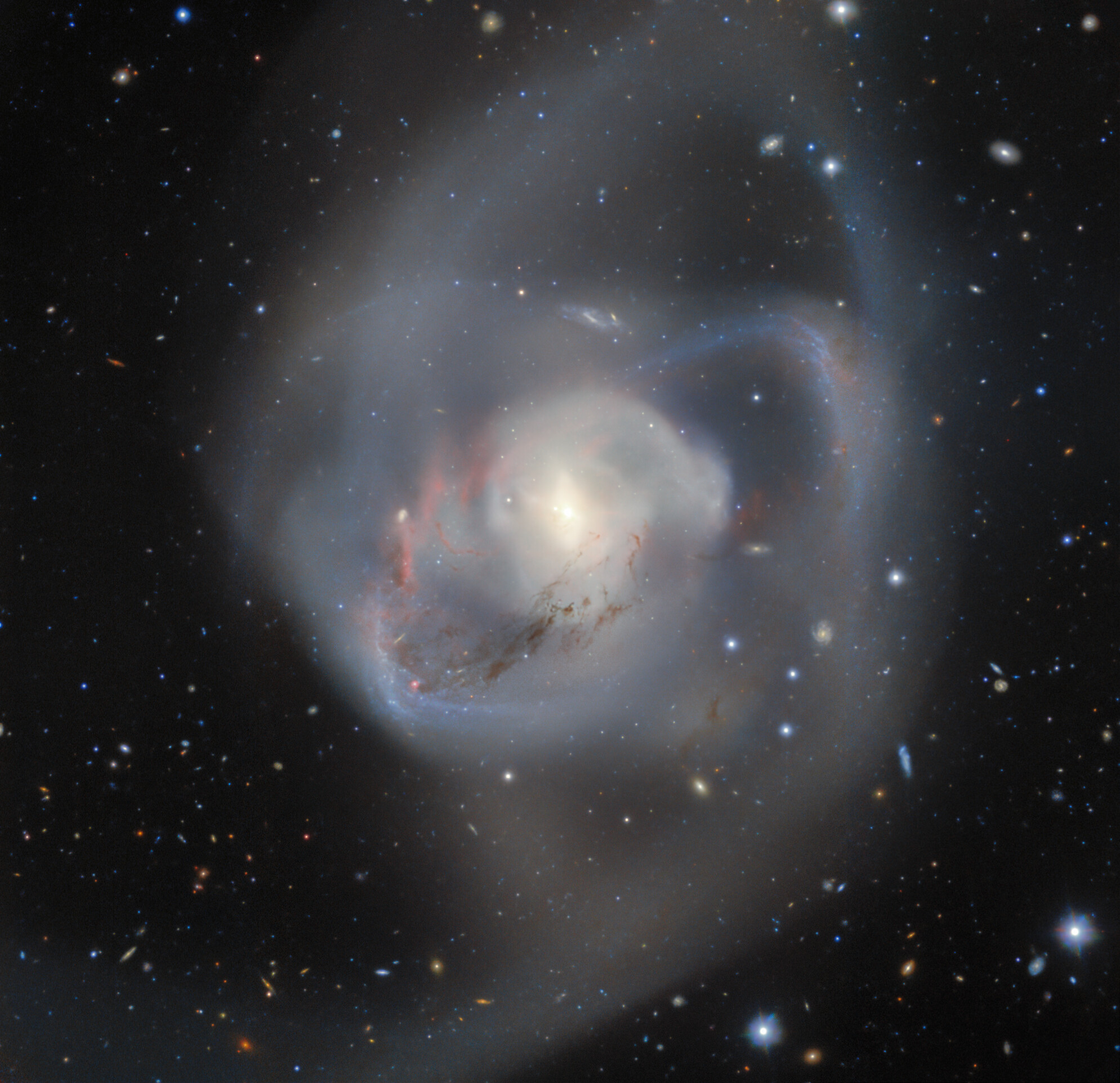
NGC 7727 par l'Observatoire Gemini (Sud).
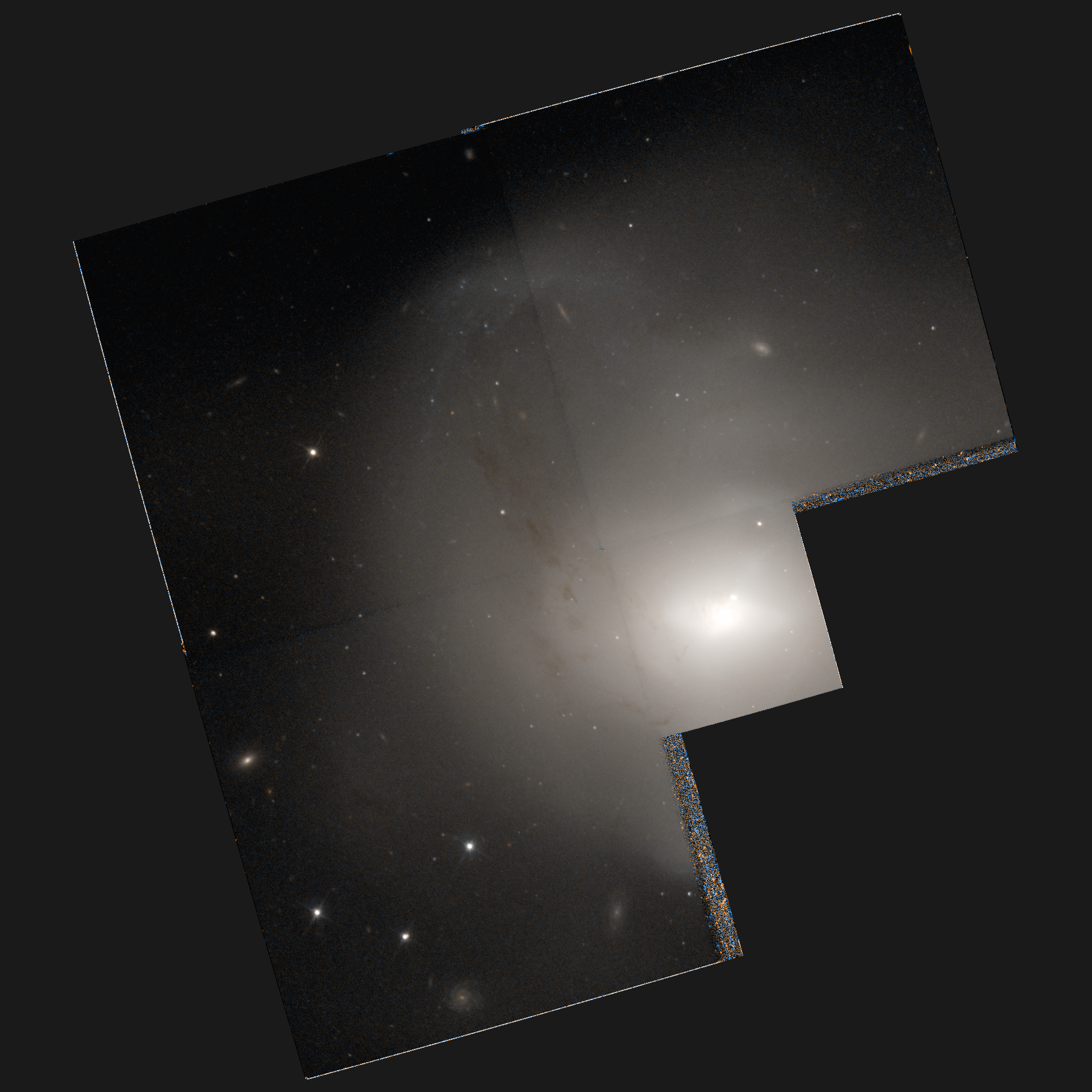
NGC 7727 par le télescope spatial Hubble.
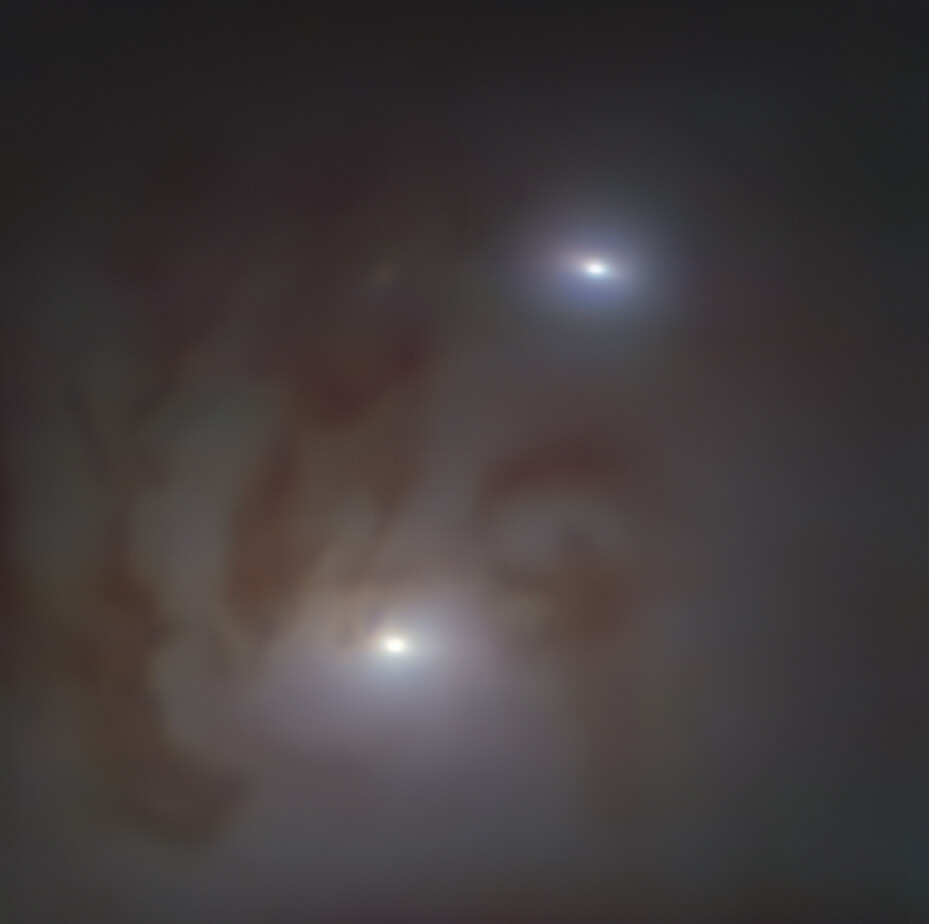
Vue des deux noyaux galactiques au centre de NGC 7727 (VLT).